# Lordomyrma azumai
Lordomyrma azumai är en myrart som först beskrevs av Santschi 1941.  Lordomyrma azumai ingår i släktet Lordomyrma och familjen myror. Inga underarter finns listade i Catalogue of Life.

## Bildgalleri

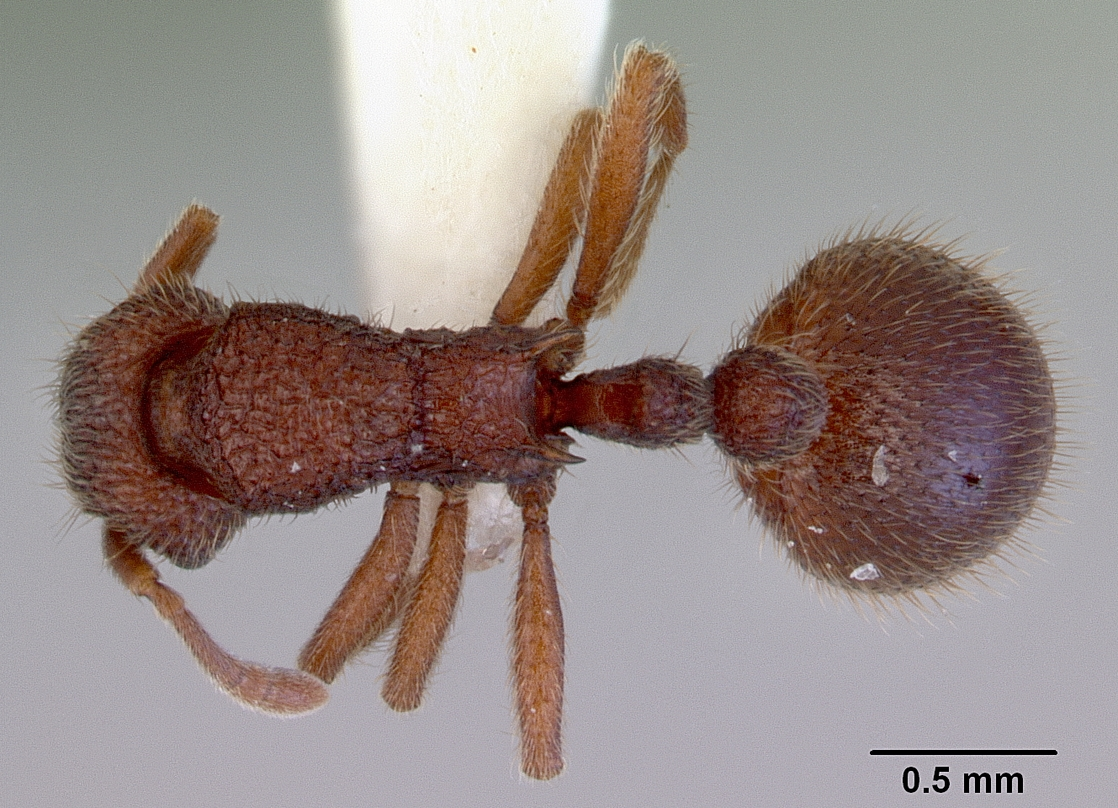
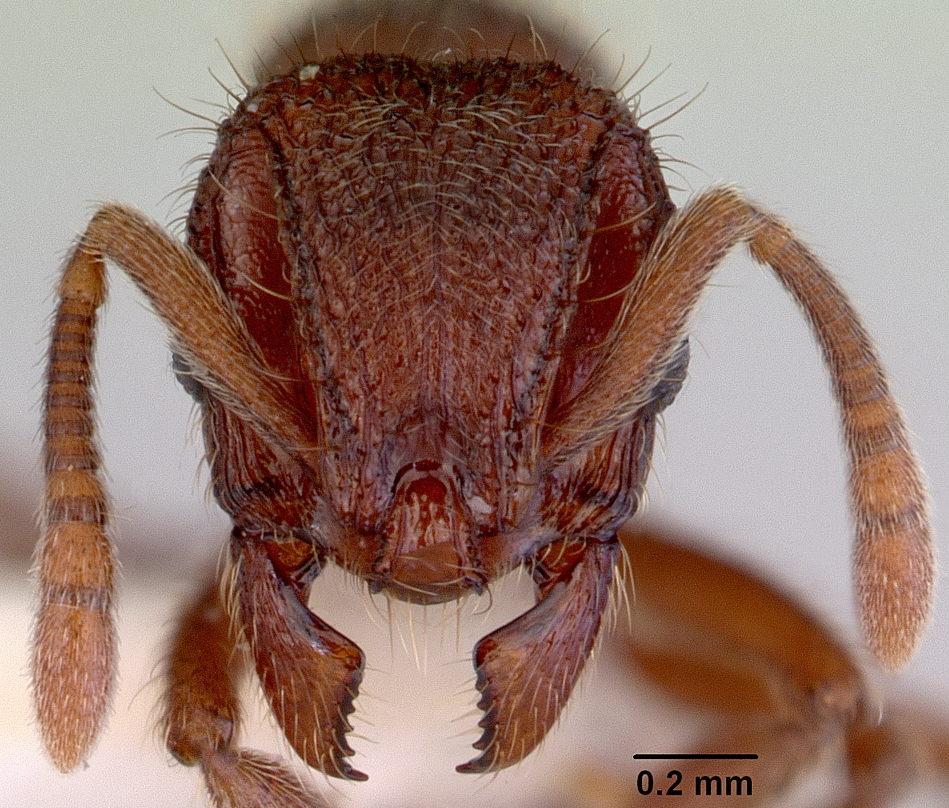
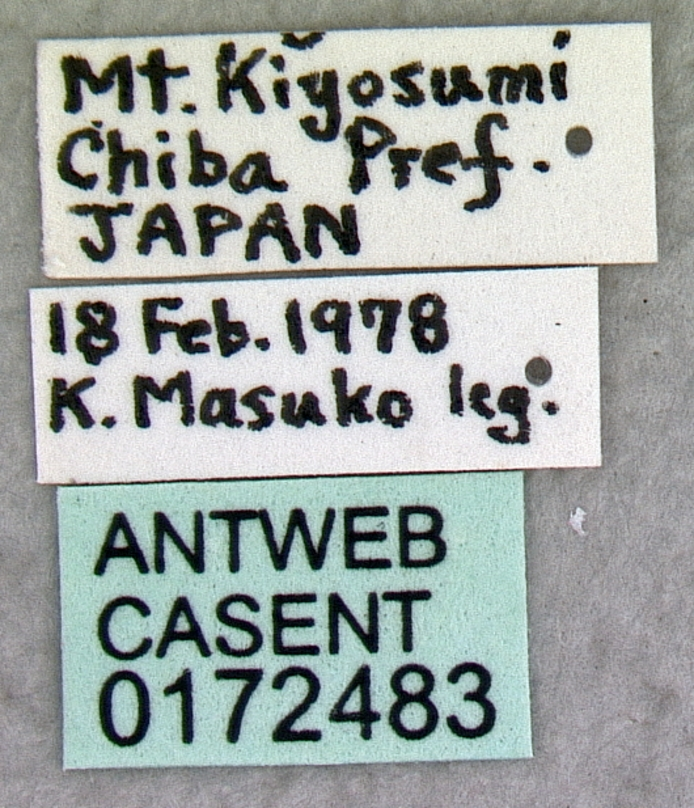
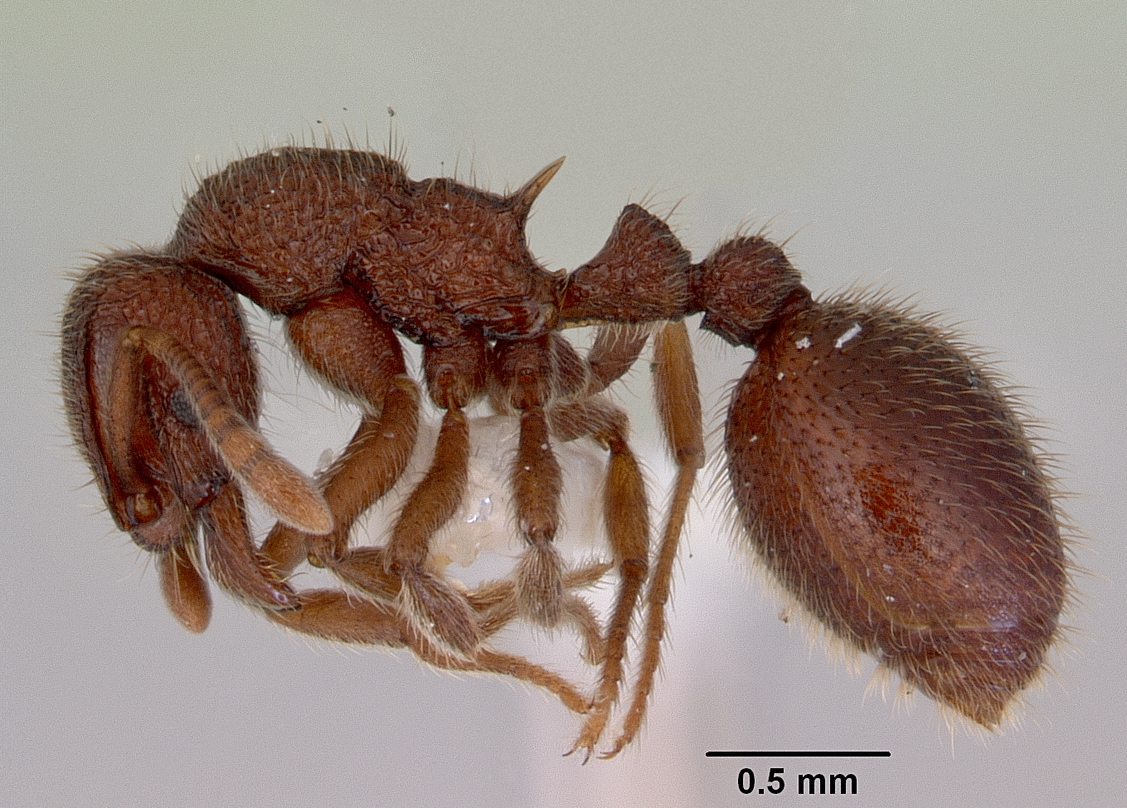
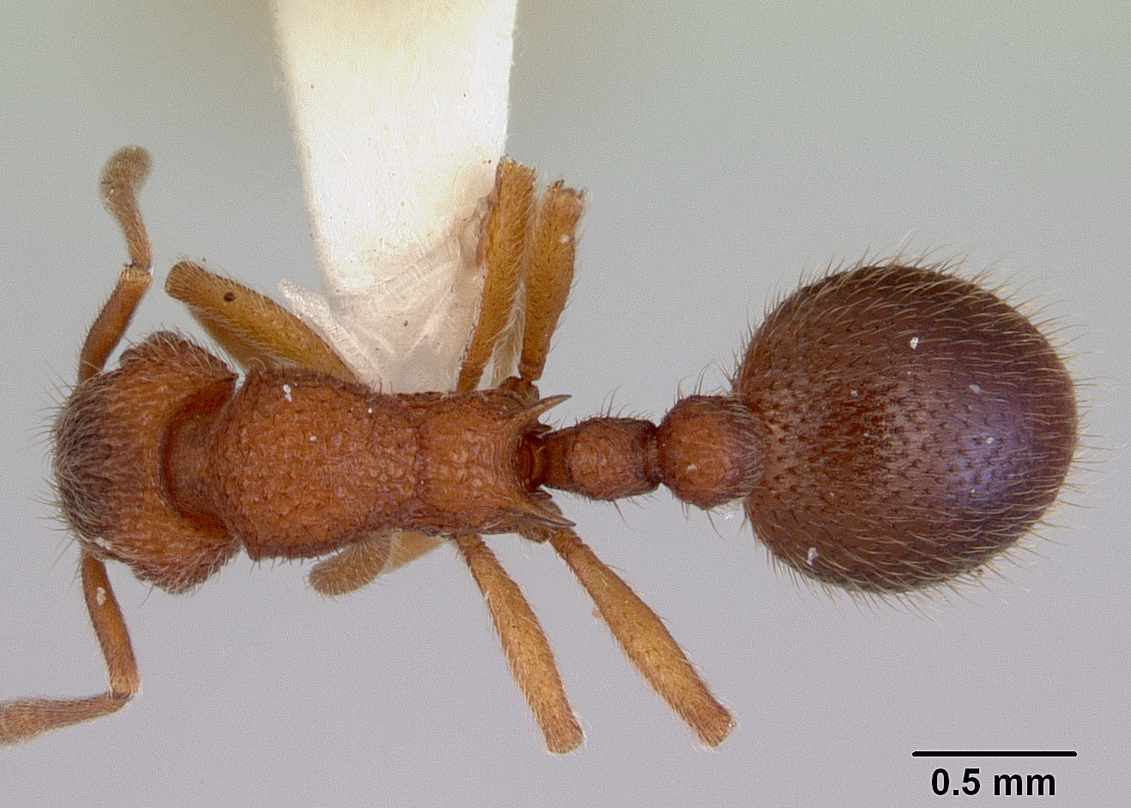
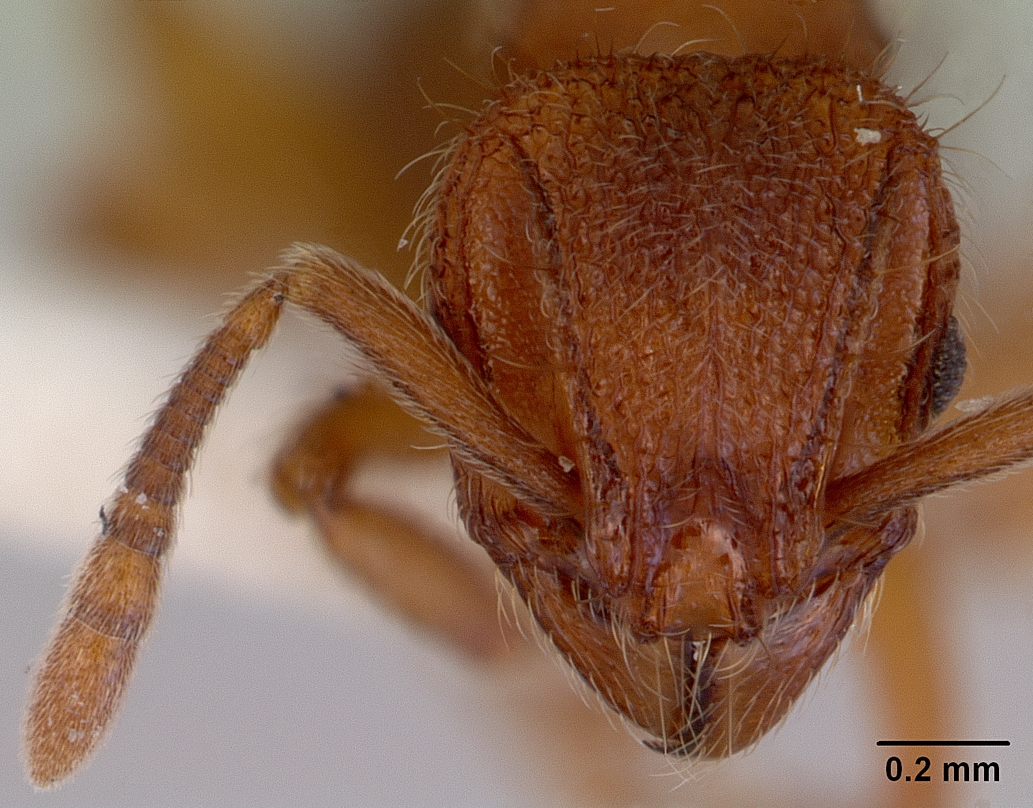